# Danske dialekter
Det danske sprog har flere dialekter eller variationer, selv om grænsen mellem begreberne sprog og dialekt kan være flydende. Danske dialekter kaldes også for folkemål.
Der er forskel på traditionelle og moderne dialekter (sidstnævne kaldes også regionalsprog). Dialekterne er kendetegnet ved de dialekttræk de har i modsætning til rigsdansk.
Danske dialektgrupper er jysk (i Jylland), ømål (på Fyn, Sjælland og øerne) og østdansk (på Bornholm, i Skåne, Halland, Blekinge). I de danske dialekter findes både et, to og tre grammatiske køn, og kendeordet kan være efterhængt eller foranstillet. Melodisk eller musikalsk accent, som kendes fra svensk og norsk, findes endnu i enkelte syddanske dialekter. I de fleste danske dialekter blev accent 1 erstattet af stød og accent 2 af stødløshed.

## Liste over danske dialekter
Danske dialekter er:
- Jysk
  - Vestjysk
    - Thybomål
    - Morsingmål
    - Sallingmål
    - Hardsysselsk
    - Fjandbomål
    - Sydvestjysk
    - Sydøstjysk

  - Østjysk
    - Vendelbomål
    - Hanherredmål
    - Læsøsk
    - Himmerlandsk
    - Ommersysselsk
    - Djurslandsk (med Samsø og Anholt)
    - Midøstjysk

  - Sønderjysk
    - Vestsønderjysk (med Mandø og Rømø)
    - Østsønderjysk (med Als)
    - Mellemslesvigsk (syd for grænsen)
    - Angelmål (syd for grænsen)
    - Fjoldemål (syd for grænsen)

- Ømål
  - Amagermål
  - Sjællandsk
    - Nordsjællandsk
    - Nordvestsjællandsk
    - Sydvestsjællandsk
    - Østsjællandsk
    - Sydsjællandsk

  - Fynsk
    - Østfynsk
    - Vestfynsk (nordvest- og sydvestfynsk)
    - Sydfynsk
    - Langelandsk
    - Tåsingsk (med Thurø)
    - Ærøsk (med Lyø, Avernakø, Strynø, Birkholm og Drejø)

  - Sydømål
    - Østmønsk
    - Vestmønsk
    - Nordfalstersk
    - Sydfalstersk
    - Lollandsk

- Østdansk
  - Bornholmsk
  - Skånsk
  - Listermålet i Blekinge
  - Hallandsk

- Andet
  - Gøtudanskt (særlig skandinavisk udtaleform på Færøerne)
  - Rigsdansk
  - Sydslesvigdansk